# Tajemnica Szczęścia

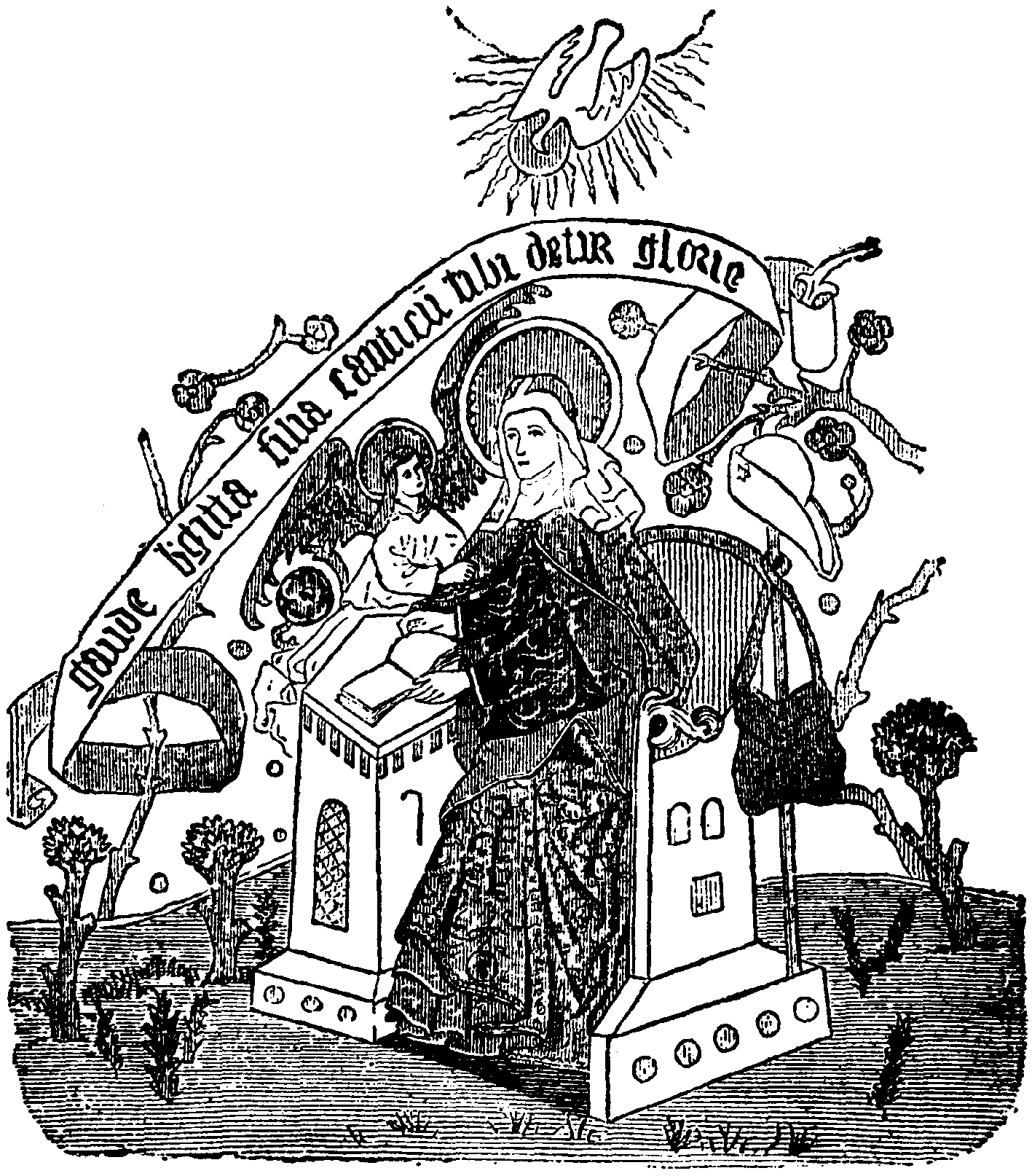
św. Brygida Szwedzka

Tajemnica Szczęścia – zbiór 15 modlitw, które według tradycji katolickiej otrzymała św. Brygida Szwedzka podczas wizji Chrystusa w rzymskiej bazylice św. Pawła za Murami.

## Historia
Według biografów Brygidy do objawienia doszło w Rzymie, kiedy odwiedziła ona bazylikę św. Pawła za Murami. Tutaj, jak twierdziła, odbyła rozmowę z ukrzyżowanym Chrystusem. Do dziś w bazylice można zobaczyć krucyfiks naturalnej wielkości dłuta Piotra Cavalliniego, przed którym według przekazów dojść miało do objawienia. Jak wynika z przekazów, Brygidę od dłuższego czasu zastanawiało, ile ciosów Chrystus otrzymał podczas swej męki. Podczas objawienia Jezusa otrzymać miała odpowiedź:
Moje Ciało otrzymało 5480 ciosów. Jeżeli chcesz je uczcić pobożną praktyką, zmów 15 Ojcze nasz i 15 Zdrowaś z modlitwami, których cię nauczyłem podczas całego roku w ten sposób w ciągu roku uczcisz każdą Moją Ranę.
Za czasów św. Brygidy, w XIV wieku nie znano jeszcze techniki drukarskiej, dlatego uciekano się do usług kopistów. Papież Urban VI zachęcał do zwiększania ilości powstających egzemplarzy. O teksty te ubiegali się królowie, władcy, biskupi, uniwersytety, klasztory, biblioteki.
Modlitwy Tajemnic Szczęścia i towarzyszące im obietnice jakie otrzymała Brygida zostały przepisane z książeczki i wydane w Tuluzie w 1740 przez jezuitę ojca Adriana Parvilliersa, misjonarza apostolskiego Ziemi Świętej z pozwoleniem, aprobatą i poleceniem ich rozpowszechniania. Przetłumaczono je na wiele języków, w tym także na język polski.
Publikacja ta uzyskała potwierdzenie wielu dostojników kościelnych, jak np. kardynała Pierre'a Girauda arcybiskupa Cambrai w 1845 roku, arcybiskupa Tuluzy Floriana-Jules'a-Félixa Despreza w 1863 roku. 31 maja 1862 książeczka otrzymała błogosławieństwo papieża Piusa IX. Podstawowy tekst tej religijnej broszurki w tłumaczeniu na pięć języków został przedłożony Świętej Kongregacji ds. Obrzędów dnia 20 kwietnia 1950. Wydawcą jest Casa di Padre Pio Case postale 231, Saint-Remi, Quebec, Kanada.
Piętnaście modlitw św. Brygidy zwanych popularnie Tajemnicą Szczęścia, cieszy się od wielu lat zainteresowaniem poszczególnych osób i różnych środowisk kościelnych. Hierarchowie katoliccy udzielali im kilkakrotnie swojej aprobaty, jak to wynika z powyższego opisu. Również dla przekładu polskiego władza kościelna wyraziła swoją zgodę.

## Zasady
Praktykowanie Tajemnicy szczęścia polega na codziennym, trwającym przez rok odmawianiu wszystkich piętnastu modlitw, co zajmuje ok. 20-40 minut dziennie.

## Obietnice
Chrystus w czasie objawienia św. Brygidy w formie obietnicy dodał również, że ktokolwiek zmówi te modlitwy podczas roku:
1. Uwolni 15 dusz ze swej rodziny z czyśćca.
2. 15 sprawiedliwych spośród krewnych zostanie potwierdzonych i zachowanych w łasce.
3. 15 grzeszników spośród krewnych zostanie nawróconych.
4. Osoba, która zmówi te modlitwy, osiągnie pewien stopień doskonałości.
5. Już na 15 dni przed śmiercią będzie przeżywała szczery żal za wszystkie popełnione grzechy ze świadomością ich ciężkości.
6. Na 15 dni przed śmiercią dam jej Moje najświętsze Ciało, ażeby przez Nie została uwolniona od głodu wiecznego oraz dam jej Moją drogocenną Krew do picia, by na wieki nie doznała dokuczliwego pragnienia.
7. Położę przed nią Mój zwycięski Krzyż jako pomoc i obronę przeciw zasadzkom nieprzyjaciół.
8. Przed jej śmiercią przyjdę do niej z Moją najdroższą i ukochaną Matką.
9. Przyjmę z dobrocią jej duszę i zaprowadzę do wiecznej radości.
10. Zaprowadziwszy ją tam, dam jej kosztować z przedziwnej studni Mojej Boskości, czego nie uczynię tym, którzy nie odmawiali tych czy podobnych modlitw.
11. Trzeba wiedzieć, że choćby ktoś żył przez 30 lat w grzechu, lecz potem skruszonym sercem odmawiałby pobożnie te modlitwy albo przynajmniej powziął postanowienie ich odmawiania, Pan mu odpuści jego grzechy.
12. Obroni go przed zgubnymi pokusami.
13. Zachowa mu pięć zmysłów.
14. Uchroni go przed nagłą śmiercią.
15. Uwolni jego duszę od kar wiecznych.
16. Człowiek ten otrzyma wszystko, o co poprosi Pana Boga i Najświętszą Pannę.
17. Jeśliby ktoś żył zawsze według woli Boga i musiałby umrzeć przedwcześnie, życie jego zostanie przedłużone.
18. Ktokolwiek zmówi te modlitwy, uzyska za każdym razem odpust cząstkowy.
19. Człowiek ten otrzyma zapewnienie, że cieszyć się będzie szczęściem chórów anielskich.
20. Każdy, kto by innych nauczył tych modlitw, nie będzie nigdy pozbawiony radości i zasługi, ale one trwać będą wiecznie.
21. Tam, gdzie odmawia się te modlitwy, Bóg jest obecny swoją łaską.

Powyższe obietnice stały się tematem dokumentu Kongregacji Nauki Wiary z 28 stycznia 1954 roku, zakazującego miejscowym władzom kościelnym udzielania pozwolenia na wydawanie lub przedruki wydawnictw je zawierających.